# Michael Adamthwaite
Michael David Adamthwaite (Toronto, Ontario, Kanada, 1981. szeptember 1. –) kanadai színész, szinkronszínész.
Számos animesorozat karakterének eredeti hangját kölcsönözte. Egyik legismertebb szerepe a Csillagkapu sorozat Herak Jaffája.

## Szerepei
- X-Men: Evolúció (Colossus)
- Hikaru no Go (Seiji Ogata)
- Boys Over Flowers (Tsukasa Domyoji)
- Dragon Drive (Hikaru Himuro)
- Dragons: The Metal Ages (Dev herceg)
- Infinite Ryvius (Fu Namuchai)
- Master Keaton (Heinrich)
- MegaMan NT Warrior (Mr. Hikari)
- Melty Lancer
- Mobile Suit Gundam Seed (Yzak Joule)
- Mobile Suit Gundam Seed Special Edition (Yzak Joule)
- Mobile Suit Gundam Seed Destiny (Yzak Joule)
- Project ARMS
- Rockman.EXE Axess (Dr. Hikari)
- Ronin Warriors (Mukala)
- Star Ocean EX
- Trouble Chocolate (Truffle)